# Parque nacional de Pin Valley
El Parque Nacional de Pin Valley está localizado en la región de Spiti en el distrito de Lahaul y Spiti del estado indio de Himachal Pradesh.
Declarado como parque nacional en 1987, Pin Valley está en una región de desierto frío en el valle de Spiti. Con su nieve el parque forma un hábitat natural para un determinado número de animales en peligro, incluyendo el leopardo de las nieves y el íbice siberiano. 
La elevación del parque se extiende aproximadamente desde los 3,500 m s. n. m. cerca de Ka Dogri a más de 6,000 m s. n. m. en su punto más alto.
La influencia de la cultura tibetana es frecuente en las áreas circundantes del parque, visible en los lamas budistas, lugares santos, monasterios y cultura de sus residentes.

## Ecología
Con sus laderas más altas, cubiertas de nieve e inexploradas, el parque forma un hábitat natural para una serie de animales en peligro, incluyendo el leopardo de las nieves y el íbice siberiano.

### Flora
A causa de su gran altitud y sus temperaturas extremas, la densidad de vegetación es escasa y sobre todo dominada por árboles alpinos, cedro del Himalaya (Cedrus deodara) y varias plantas medicinales. En verano, las flores decoran el valle con gratos matices. Son más de 400 especies de plantas.

### Fauna
Existen unas 20 especies de animales y aves. Entre las aves tenemos especies raras como el tetraogallo del himalaya, perdiz chucar, perdiz lerwa y pinzón de nieve.

## Información del parque

### Actividades
El parque se puede visitar entre los meses de julio y octubre.  Se puede disponer de caballos para hacer un recorrido. Para la gente interesada en las plantas y geología, los meses de julio y agosto son el mejor período. Por esta razón se debe estar equipado con gemelos, ropas calientes, sacos de dormir, medicinas y suficientes alimentos.

### Alojamiento
Hay aproximadamente 17 pueblos situados en la periferia del parque con una población total de aproximadamente 1600 personas. Además de esto hay aproximadamente 17 Dogharies (establecimientos de verano) dentro del parque. Estos Dogharies son usados como residencias de verano por esta gente.

### Acceso
- Por avión: desde el aeropuerto de Chandigarha, a 272 km hasta Kullu.
- Por tren: la estación más cercana está en Shimla.
- Por carretera: desde Kullu hasta Kaza, atravesando los pasos de Rohtang (3978 m s. n. m.) y Kunzam (4551 m s. n. m.) son 260 km Después de Kaza a Mikkim son 32 km en jeep. Desde Mikkim hasta el parque son 10 km.

## Galería de imágenes

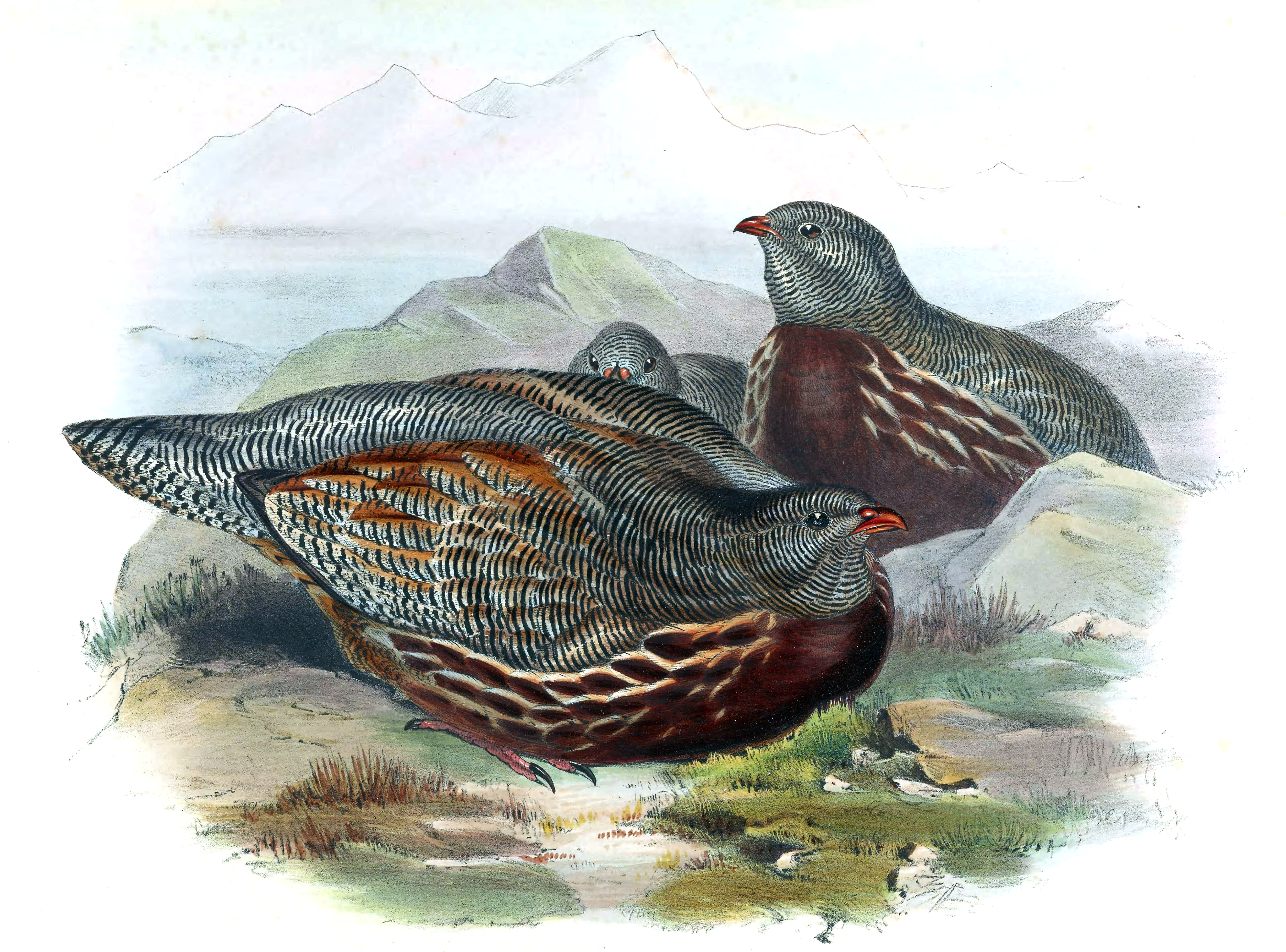
Perdiz lerwa

## Enlaces de interés
- Wildlife Institute of India

- Datos: Q14229383
- Multimedia: Pin Valley National Park / Q14229383